# FunOrb
FunOrb 是一個以Java為遊戲引擎的網頁遊戲平台，開發公司為Jagex Ltd.。 FunOrb的遊戲類型與Runescape略為不同，前者為小型遊戲而後者則為大型多人在線角色扮演遊戲。現時Funorb總共有4個版本，分別是英文、德文、法文及葡萄牙文。於2009年12月3日，Jagex推出了第一款手機遊戲，Bouncedown，予iPhone及iPod touch。

## 基本
Funorb每約兩周更新一次，包括增加遊戲或更新網站。
如玩家能夠在遊戲內，達到特定的分數或完成特定的挑戰（即是Achievements 或"成就"），便會獲得一些小獎座。玩家亦會得到"Orb Coins" 及 "Orb Points" 以作獎勵。擁有足夠的"Orb Coins"，玩家可以在"Orb downloads"裡下載桌布、遊戲音樂及圖示等。"Orb Points"則用以比較玩家們在各遊戲的實力。

## 付費會員
收費（$ 為美金）
- £2/$3／€2.50
- £1.40/$2／€2（持有Runescape membership[2]）只需每月繳付以上的費用便能夠成為會員

付費會員的好處
- 享有更多遊戲的內容及關卡
- 能夠以全螢幕進行遊戲
- 進行遊戲時頁面的廣告被收起
- 能夠額外添加一百名好友（非會員的限額為一百個）

## 遊戲

遊戲截圖 - Torquing!

遊戲截圖 - Starcannon

現時共有39個遊戲：
| 名稱                    | 類別      | 多玩家？ |
| ----------------------- | --------- | -------- |
| 36 Card Trick           | 智力      | 不是     |
| Arcanists               | 策略      | 是       |
| Armies of Gielinor      | 策略      | 是       |
| Brick-À-Brac            | 街機      | 是       |
| Bachelor Fridge         | 策略      | 是       |
| Bouncedown              | 動作      | 是+      |
| Chess                   | 策略      | 是       |
| Crazy Crystals          | 智力      | 是+      |
| Deko Bloko              | 街機      | 是       |
| Dr. P. Saves the Earth  | 射擊      | 不是     |
| Dungeon Assault         | 策略      | 是       |
| Escape Vector           | 技巧      | 不是     |
| Flea Circus             | 智力      | 不是     |
| Geoblox                 | 智力      | 不是     |
| Hold the Line           | 智力      | 不是     |
| Hostile Spawn           | 射擊      | 不是     |
| Kickabout League        | 體育/動作 | 是       |
| Lexiconimos             | 拼字      | 不是     |
| Miner Disturbance       | 智力      | 不是     |
| Monkey Puzzle 2         | 智力      | 不是     |
| Orb Defence             | 策略      | 不是     |
| Pixelate                | 拼圖      | 是       |
| Pool                    | 體育      | 是       |
| Shattered Plans         | 策略      | 是       |
| Sol-Knight              | 射擊      | 不是     |
| StarCannon              | 射擊      | 不是     |
| Steel Sentinels         | 戰略      | 是       |
| Stellar Shard           | 射擊      | 不是     |
| TerraPhoenix            | 策略      | 不是     |
| TetraLink               | 智力      | 是       |
| The Track Controller    | 智力      | 不是     |
| Tor Challenge           | 動作      | 不是     |
| Torquing!               | 動作      | 不是     |
| Transmogrify            | 拼字      | 不是     |
| Vertigo 2               | 動作      | 是       |
| Virogrid                | 策略      | 是       |
| Wizard Run              | 動作      | 不是     |
| Zombie Dawn             | 策略      | 不是     |
| Zombie Dawn Multiplayer | 策略      | 是       |

註：+ 代表只能夠在單一的電腦內

## 節日
為了配合節日氣氛，Funorb在2008年10月22日至11月5日期間推出了一連串的節日活動；包括在10個遊戲新增萬聖節"成就"，而每一個遊戲都有暫時性的萬聖節主題。

## 外部連結
官方網站
- FunOrb （页面存档备份，存于）
- Jagex （页面存档备份，存于）
- FunOrb at Facebook （页面存档备份，存于）

Wikis
- FunOrb Wikia English（页面存档备份，存于）
- FunOrb Wikia German（页面存档备份，存于）
- FunOrb Wikia French（页面存档备份，存于）